# Liobagrus marginatoides
Liobagrus marginatoides är en fiskart som först beskrevs av Wu, 1930.  Liobagrus marginatoides ingår i släktet Liobagrus och familjen Amblycipitidae. Inga underarter finns listade i Catalogue of Life.